# Catedral de Nostra Senyora de la Llum
La Catedral de Nostra Senyora de la Llum (en portuguès: Pró-catedral Nossa Senhora da Luz) és el nom que rep un edifici religiós que pertany a l'Església catòlica i a la localitat de Mindelo a l'Illa de São Vicente, la segona ciutat més gran, situada al nord del país africà de Cap Verd. L'edifici té vitralls gòtics, arcs en ferradura d'inspiració islàmica i elements del període barroc. La seva història es remunta a 1845 quan van començar les obres de construcció i es van acabar el 1963. El temple segueix el ritu romà o llatí i funciona com la seu de la Diòcesi de Mindelo (Dioecesis Mindelensis) que va ser creada en 2003 amb la butlla "Spiritali fidelium" del papa Joan Pau II. Està sota la responsabilitat pastoral del bisbe Ildo Augusto Dos Santos Lopes Fortes.